# Clerodendrum quadriloculare
Espèce
Synonymes
- Clerodendrum blancoanum Fern.-Vill.[1],[2]
- Clerodendrum navesianum Vidal[1],[2]
- Ligustrum quadriloculare Blanco[1],[2],[3]

Clerodendrum quadriloculare est une espèce de plantes à fleurs de la famille des Lamiacées. C'est un arbuste originaire de Nouvelle-Guinée et des Philippines.

## Galerie de photographies

Clerodendrum quadriloculare, au Jardin botanique de la reine Sirikit, en Thaïlande.
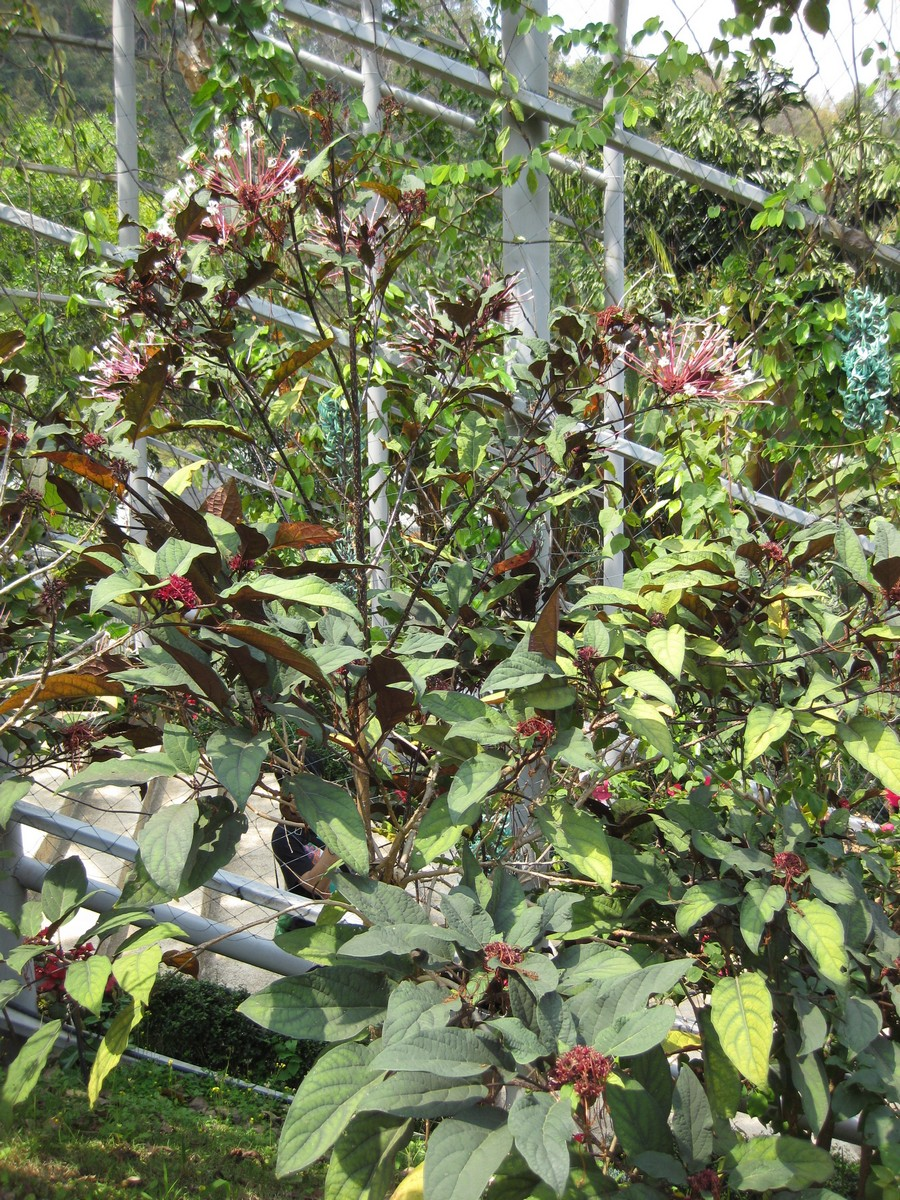
Arbuste.
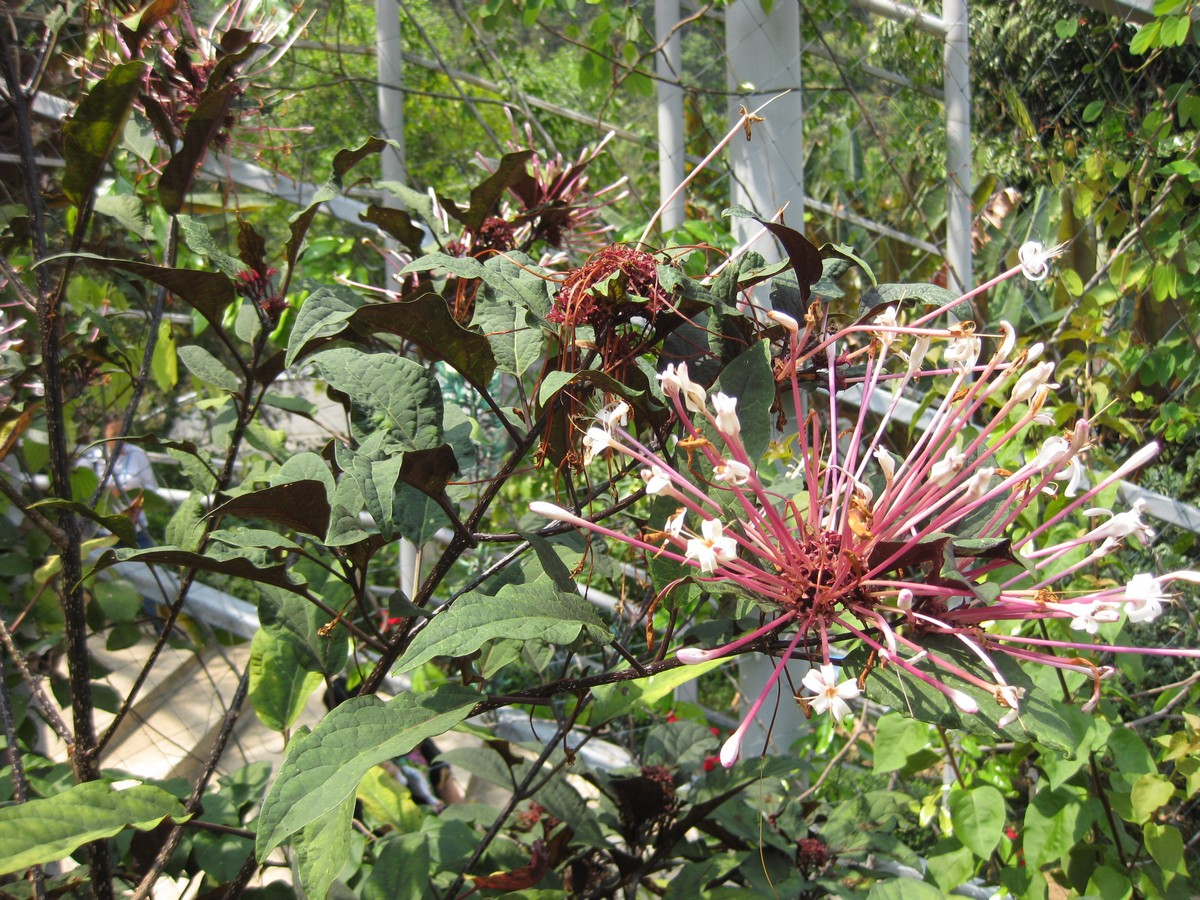
Feuilles et fleurs.
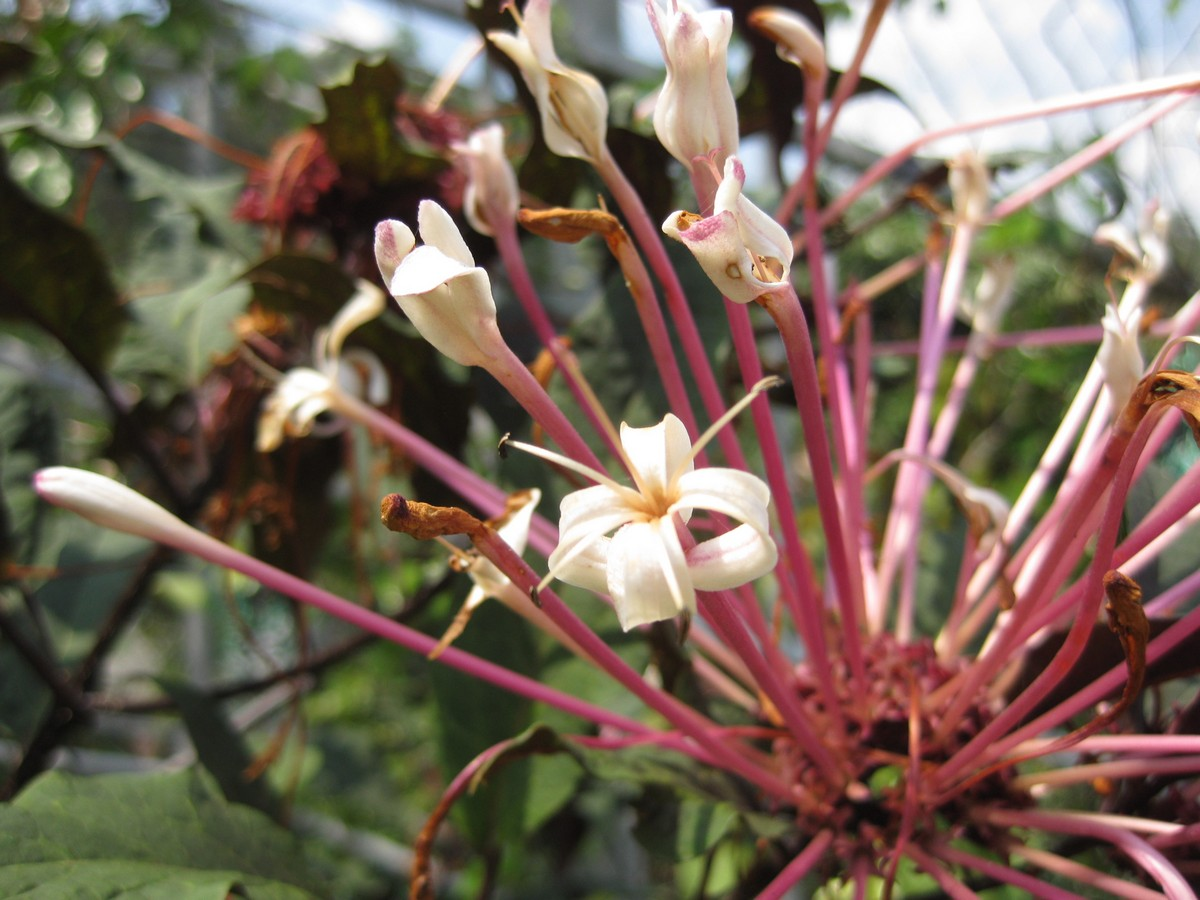
Fleurs.